# Елизавета София Мекленбургская
Елизавета София Мекленбургская (нем. Elisabeth Sophie von Mecklenburg; 20 августа 1613, Гюстров — 12 июля 1676, Люнебург) — принцесса Мекленбургская, в замужестве герцогиня Брауншвейг-Вольфенбюттельская. Третья супруга герцога Августа Младшего. Поэтесса и композитор.

## Биография
Она начала изучать музыку при дворе своего отца, герцога Мекленбург-Гюстрова Иоганна Альбрехта, где имелся оркестр, славившийся своими отменными английскими музыкантами, такими как например, Уильям Брейд. Когда в 1628 году, в ходе тридцатилетней войны возникла угроза Мекленбургскому двору, семья герцога перебралась в Кассель, где принцесса также обнаружила богатую музыкальную жизнь.
В 1635 году она вышла замуж за Августа Младшего, герцога Брауншвейг-Вольфенбюттельского.
Елизавета София уделяла много времени поддержке придворного оркестра. Училась музыке у Г. Шютца, который был назначен придворным капельмейстером в 1655 году. Возможно, она была соавтором арий его произведения «Театральное представление о Марии Магдалене в си диез».
Большая часть музыкальных произведений Елизаветы Софии составляют религиозные гимны и арии. Некоторые из них были опубликованы в 1651 и 1667 годах. Выпущенная в 1651 году пьеса «Vinetum evangelicum» (Евангельский виноградник) считается первым музыкальным произведением, написанным женщиной, опубликованным в Германии. Герцогиня также сыграла большую роль в разнообразии развлечений при дворе мужа. При ней стали проводиться маскарады, ставиться пьесы, развивался балет, для которого она временами писала музыку и либретто. До наших дней дошли две пьесы, написанные Елизаветой Софией: «Победа мира» (1642, Брауншвейг) и «Счастливое проявление радости» (1652, Люнебург).

## Потомки
У Елизаветы Софии и Августа Младшего было трое детей:
- Фердинанд Альбрехт I, герцог Брауншвейг-Люнебурга (22 мая 1636 — 23 апреля 1687);
- Мария Елизавета (1638—1687), замужем за герцогом Адольфом Вильгельмом Саксен-Эйзенахским, затем за Альбрехтом Саксен-Кобургским;
- Кристоф Франц (1639—1639).